# Де Бальмен Яків Петрович
Яків Петрович де Бальмен (16 (28) липня 1813, Линовиця — 14 (26) липня 1845) — український художник-аматор, офіцер, автор кількох рукописних повістей, що за життя не були опубліковані, онук Антона де Бальмена. Приятель поета Тараса Шевченка.

## Життєпис
Народився у Линовиці Пирятинського повіту Полтавської губернії, нині смт Прилуцького району, Чернігівська область, Україна.
Закінчив Ніжинську гімназію вищих наук князя Безбородька. Служив в імператорській армії, загинув на Кавказі.

## Дружба з Шевченком
Бальмен познайомився з Тарасом Шевченком 29 червня 1843 року в маєтку Т. Г. Волховської в селі Мойсівці. Бував поет також у його маєтку Линовиці на Пирятинщині того ж 1843 року. Пізніше вони не раз зустрічалися.
Бальмен і М. Башилов виконали по 39 ілюстрацій: заставок, кінцівок і заголовних літер до рукописного «Кобзаря» Шевченка (1844) — «Wirszy T. Szewczenka» (переписаний польськими літерами). Перед від'їздом на Кавказ цю збірку де Бальмен 20 липня 1844 переслав М. В. Закревському для передачі Шевченкові, зокрема, ілюстрував поеми «Гайдамаки» та «Гамалія». Шевченко ж присвятив йому поему «Кавказ» — після загибелі де Бальмена в Ічкерії. Кілька рядків поеми було прямо адресовано загиблому, в яких Шевченко оплакує даремну смерть українця за чужі інтереси імперії.
Авторство ілюстрацій Я. де Бальмена та М. Башилова до «Кобзаря» Т. Шевченка вперше було атрибутовано 1924 мистецтвознавцями — Володимиром Вайсблатом (Київ) та Павлом Еттінґером (Москва).

## Загибель
Перебуваючи в армії, де Бальмен був призначений ад'ютантом командира 5-го корпусу генерала О. М. Лідерса. Під час Даргинського походу, коли після зруйнування резиденції Шаміля Дарго російські війська відходили на старі позиції, корпус Лідерса, що рухався за авангардом і відірвався від основної колони, опинився у пастці, ущелина була перекрита завалом. Щоб встановити зв'язок з головнокомандувачем і розвідати ситуацію, генерал відрядив свого ад'ютанта де Бальмена, котрого вбили в сутичці з чеченським загоном в районі Шуанійських висот.